# خط تولید تویوتا در جمهوری چک
خط تولید تویوتا در جمهوری چک (به انگلیسی: Toyota Motor Manufacturing Czech Republic s.r.o.)، سابقاً با نام تویوتا پژو سیتروئن اتومبیل چک (به انگلیسی: Toyota Peugeot Citroën Automobile Czech) شرکت خودروسازی مستقر در جمهوری چک است، که در سال ۲۰۰۲ از مشارکت انتفاعی شرکت ژاپنی تویوتا و گروه خودروسازی فرانسوی پژو سیتروئن راه‌اندازی شد.
شرکت تویوتا پژو سیتروئن اتومبیل چک (به‌اختصار: تی‌پی‌سی‌ای) از ماه فوریه ۲۰۰۵ تولید خودروهای سایز کوچک و متوسط تویوتا، سیتروئن و پژو را برای بازارهای اروپا آغاز نمود. در نوامبر ۲۰۱۸، PSA و تویوتا پایان کار مشترک خود را در اروپا اعلام کردند. در ۱ ژانویه ۲۰۲۱ تویوتا سهام PSA را در TPCA را خریداری کرد؛ بنابراین این کارخانه با نام جدید خط تولید تویوتا در جمهوری چک به یک شرکت تابعه تماماً متعلق به تویوتا موتور اروپا و هشتمین کارخانه تویوتا در اروپا تبدیل شد.
دفتر مرکزی و کارخانه مونتاژ خودروهای این شرکت در شهر کلین، جمهوری چک قرار دارد.

## محصولات
این شرکت در ابتدا سه خودرو تولید کرد که در اصل یکسان بودند اما از برندهای مختلفی سود می‌بردند: سیتروئن سی۱، پژو ۱۰۷ و تویوتا آیگو. این خودروها اکثریت قریب به اتفاق قطعات را با تغییرات جزئی زیبایی مشترک داشتند. نام این پروژه B-Zero به نام بخش بازار خودرو شهری آن بود.
در سال ۲۰۱۴، مدل‌های نسل بعدی عرضه شدند که سیتروئن و تویوتا نام مدل‌های موجود خود را حفظ کردند و پژو محصول جدید خود را ۱۰۸ نامید. سرمایه‌گذاری مشترک نسل دوم هنوز بسیاری از اجزای کلیدی را به اشتراک می‌گذارد، اما تفاوت‌های بصری بیشتری بین مارک‌های مختلف وجود دارد.

### محصولات فعلی
- تویوتا آیگو ایکس (۲۰۲۱–اکنون)
- تویوتا یاریس (XP210) (۲۰۲۱–اکنون)[۷]

### محصولات سابق
- سیتروئن سی۱ (۲۰۰۵–۲۰۲۱)
- پژو ۱۰۷ (۲۰۰۵–۲۰۱۴)
- پژو ۱۰۸ (۲۰۱۴–۲۰۲۱)
- تویوتا آیگو (۲۰۰۵–۲۰۲۱)

## فروش
| سال  | تویوتا آیگو | سیتروئن سی۱ | پژو ۱۰۷ | پژو ۱۰۸ | مجموع   |
| ---- | ----------- | ----------- | ------- | ------- | ------- |
| ۲۰۰۵ | ۲۱٬۳۶۰      | ۱۷٬۹۴۹      | ۱۹٬۶۱۰  |         | ۵۸٬۹۱۹  |
| ۲۰۰۶ | ۹۶٬۲۵۱      | ۸۷٬۵۶۳      | ۹۱٬۰۲۵  |         | ۲۷۴٬۸۳۹ |
| ۲۰۰۷ | ۱۰۲٬۶۷۱     | ۹۳٬۹۰۳      | ۹۷٬۲۲۵  |         | ۲۹۳٬۷۹۹ |
| ۲۰۰۸ | ۱۰۱٬۳۰۳     | ۱۰۴٬۴۷۵     | ۹۸٬۲۳۶  |         | ۳۰۴٬۰۱۴ |
| ۲۰۰۹ | ۱۰۳٬۲۵۲     | ۱۱۸٬۷۰۲     | ۱۱۷٬۹۲۰ |         | ۳۳۹٬۸۷۴ |
| ۲۰۱۰ | ۸۳٬۰۶۳      | ۱۰۲٬۰۲۳     | ۱۰۶٬۴۰۸ |         | ۲۹۱٬۴۹۴ |
| ۲۰۱۱ | ۸۸٬۴۷۷      | ۸۲٬۹۶۹      | ۸۵٬۸۵۸  |         | ۲۵۷٬۳۰۴ |
| ۲۰۱۲ | ۷۲٬۲۹۵      | ۶۵٬۵۷۳      | ۶۹٬۲۳۸  |         | ۲۰۷٬۱۰۶ |
| ۲۰۱۳ | ۶۳٬۹۹۳      | ۵۶٬۷۲۲      | ۵۵٬۲۴۴  |         | ۱۷۵٬۹۵۹ |
| ۲۰۱۴ | ۶۸٬۸۷۴      | ۵۳٬۵۱۸      | ۲۴٬۳۵۶  | ۳۱٬۰۸۷  | ۱۷۷٬۸۳۵ |
| ۲۰۱۵ | ۸۶٬۰۸۵      | ۶۳٬۶۹۵      | ۸۸      | ۶۸٬۵۲۲  | ۲۱۸٬۳۹۰ |
| ۲۰۱۶ | ۸۴٬۳۲۱      | ۶۲٬۵۳۷      | ۵       | ۶۳٬۵۶۱  | ۲۱۰٬۴۲۴ |
| ۲۰۱۷ | ۸۴٬۵۸۸      | ۵۳٬۲۹۲      | ۱       | ۵۵٬۸۳۱  | ۱۹۳٬۷۱۲ |
| ۲۰۱۸ | ۹۲٬۱۸۷      | ۵۲٬۰۲۰      | ۲       | ۵۷٬۲۵۷  | ۲۰۱٬۴۶۶ |
| ۲۰۱۹ | ۹۹٬۵۱۰      | ۴۹٬۹۰۰      |         | ۵۴٬۲۳۰  | ۲۰۳٬۶۴۰ |
| ۲۰۲۰ | ۸۲٬۷۱۱      | ۴۰٬۵۷۸      |         | ۴۳٬۶۲۹  | ۱۶۶٬۹۱۸ |
| ۲۰۲۱ | ۸۲٬۸۲۰      | ۳۵٬۸۹۷      |         | ۳۴٬۶۸۹  |         |